# Черногорско-турецкая война (1876—1878)
Черногорско-турецкая война — военный конфликт между Черногорией и Османской империей в 1876—1878 годы, закончившийся победой Черногории. Состояла она из шести основных и 27 менее значительных сражений, и среди них был решительная битва под Вучьим Долом.

## Ход войны
Восстание в близлежащей Боснии вызвало ряд восстаний против Османской империи на Балканах. Черногория и Сербия объявили войну Турции 28 июня 1876 года. Черногорцы, в союзе с герцеговинскими мятежниками начали выигрывать сражение за сражением. Решающее значение имело сражение под Вучьим Долом, которое выиграла Черногория. В 1877 году черногорцы вели тяжёлые бои на границе с Герцеговиной и Албанией. Никола I взял на себя инициативу и напал на турецкие войска, которые прибывали с севера, юга и запада. Он захватил Никшич (24 сентября 1877 года), Бар (10 января 1878 года), Улцинь (20 января 1878 года), Грможур (26 января 1878 года) Враньину и Лесендро (30 января 1878 года).
Война закончилась, когда Османская империя подписала перемирие с Черногорией в Эдирне 13 января 1878 года. Успехи Российской империи в ходе русско-турецкой войны 1877—1878 годов стали причиной, вынудившей Османскую империю подписать мирный договор, по которому Черногория, Сербия и Румыния были объявлены независимыми государствами, а территория Черногории увеличилась более чем вдвое, с 4405 км² до 9475 км². Черногория также получила города Никшич, Колашин, Спуж, Подгорица, Жабляк, Бар и доступ к Адриатическому морю.